# La Chapelle-Saint-Laurian
La Chapelle-Saint-Laurian is een gemeente in het Franse departement Indre (regio Centre-Val de Loire) en telt 149 inwoners (2005). De plaats maakt deel uit van het arrondissement Issoudun.

## Geografie
De oppervlakte van La Chapelle-Saint-Laurian bedraagt 9,6 km², de bevolkingsdichtheid is 15,5 inwoners per km².
De onderstaande kaart toont de ligging van La Chapelle-Saint-Laurian met de belangrijkste infrastructuur en aangrenzende gemeenten.

## Demografie
Onderstaande figuur toont het verloop van het inwonertal (bron: INSEE-tellingen).